# Flavio Bucci
Flavio Bucci (25. května 1947 Turín – 18. února 2020) byl italský filmový a divadelní herec.
Narodil se 25. května 1947 v italském Turíně, kde také navštěvoval místní hereckou školu. Po absolvování studoval práva, z nichž poté odešel do armády. Jeho první filmovou rolí byla v roce 1971 malá role ve filmu La classe operaia va in paradiso, avšak všeobecně známým se stal až o šest let později díky roli malíře Antonia Ligabue v televizní mini-sérii Libague. Další významnou rolí byla role slepého pianisty Daniela v snímku Suspiria (1977).
Během své kariéry zatím odehrál více než sedmdesát rolí, přičemž čeští diváci si ho mohou pamatovat ze snímku Juraje Jakubiska Pehavý Max a strašidlá z roku 1987.